# 布倫登鎮區 (密歇根州)
布倫登鎮區（英語：Blendon Township）是位於美國密歇根州渥太華縣的一個行政鎮區。

## 地方資料
布倫登鎮區的面積為94.60平方千米，當中陸地面積為94.60平方千米，而水域面積為0.00平方千米。根據2020年美國人口普查的數據，當地共有人口7081人，而人口密度為每平方千米74.85人。